# Окушко, Владимир Игнатьевич
Владимир Игнатьевич Окушко (1890—1965) — участник Белого движения на Юге России, командир бронепоезда «Единая Россия», полковник.

## Биография
Православный. Из дворян Могилёвской губернии. Сын штабс-капитана.
Окончил Одесский кадетский корпус (1908) и Константиновское артиллерийское училище (1911), откуда выпущен был подпоручиком в 14-ю артиллерийскую бригаду. Произведен в поручики 31 августа 1913 года.
В Первую мировую войну вступил с 14-й артиллерийской бригадой. За боевые отличия был награжден несколькими орденами, в том числе орденом Св. Анны 4-й степени с надписью «за храбрость». Произведен в штабс-капитаны 31 января 1916 года. 29 апреля 1916 года переведен в 126-ю артиллерийскую бригаду. Произведен в капитаны 11 апреля 1917 года.
В Гражданскую войну участвовал в Белом движении в составе Добровольческой армии и Вооруженных сил Юга России. В августе 1919 года — старший офицер бронепоезда «Иоанн Калита», временно командующий бронепоездом. Был произведен в полковники. С 3 ноября 1919 по 14 апреля 1920 года — командир бронепоезда «Единая Россия». С 7 июня 1920 года вновь назначен командиром этого бронепоезда, каковую должность занимал (с перерывами) до эвакуации Крыма. На 30 декабря 1920 года — в 1-й батарее 6-го артиллерийского дивизиона в Галлиполи.
Осенью 1925 года — в составе 6-го артиллерийского дивизиона во Франции. В эмиграции там же. Жил в Париже, работал шофером такси. Был деятельным членом Объединения бронепоездных артиллеристов, а также членом Союза галлиполийцев и Союза русских шоферов. Последние годы жизни провел в Русском доме Сент-Женевьев-де-Буа, где и скончался в 1965 году. Похоронен на галлиполийском участке кладбища Сент-Женевьев-де-Буа.

## Награды
- Орден Святой Анны 4-й ст. с надписью «за храбрость» (ВП 21.02.1915)
- Орден Святого Станислава 3-й ст. с мечами и бантом (21.02.1915)
- Орден Святой Анны 3-й ст. с мечами и бантом (ВП 17.01.1916)
- Орден Святого Станислава 2-й ст. с мечами (ВП 8.04.1916)
- Орден Святой Анны 2-й ст. с мечами (ВП 16.07.1916)